# مقاطعة روسك (تكساس)
مقاطعة روسك (بالإنجليزية: Rusk  County)‏ هي إحدى المقاطعات في ولاية تكساس، الولايات المتحدة الأمريكية.

## أعلام
- كارولين وليامز